# Santino Barbi
Santino Barbi (El Tío, Córdoba, Argentina, 14 de junio de 2005) es un futbolista argentino. Juega como arquero en Talleres de la Primera División de Argentina.
Además, es el arquero titular de la selección de fútbol sub-20 de Argentina.

## Trayectoria
Santino Barbi llegó a Talleres en 2021, cuando tenía 15 años. Con 18, comenzó a entrenar con el primer equipo e inmediatamente firmó contrato con el club hasta 2027. Formó parte de la concentración durante varios partidos del plantel profesional en 2024 y recibió la convocatoria a la Selección Nacional sub-20. Ese año recibió el Premio Estímulo que otorga La Voz del Interior a las figuras destacadas del deporte cordobés.

## Selección nacional
Durante 2024, fue convocado en numerosas oportunidades a la selección de fútbol sub-20 de Argentina. Consiguió el subcampeonato del Torneo Internacional de Fútbol Sub-20 de la Alcudia, certamen en el que fue el portero titular. En noviembre, volvió a ser citado por Javier Mascherano para disputar una serie de amistosos.

## Clubes
| Club     | País      | Año             |
| -------- | --------- | --------------- |
| Talleres | Argentina | 2023 - presente |